# Arka Gdynia Sportowa Spółka Akcyjna

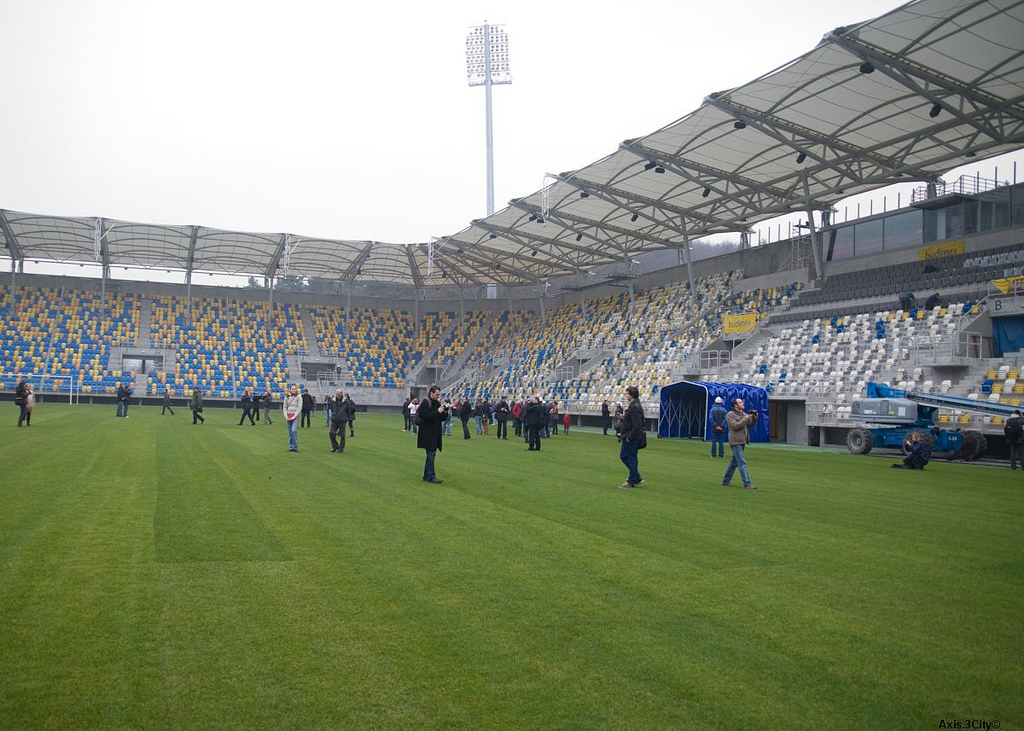
Stadion GOSiR

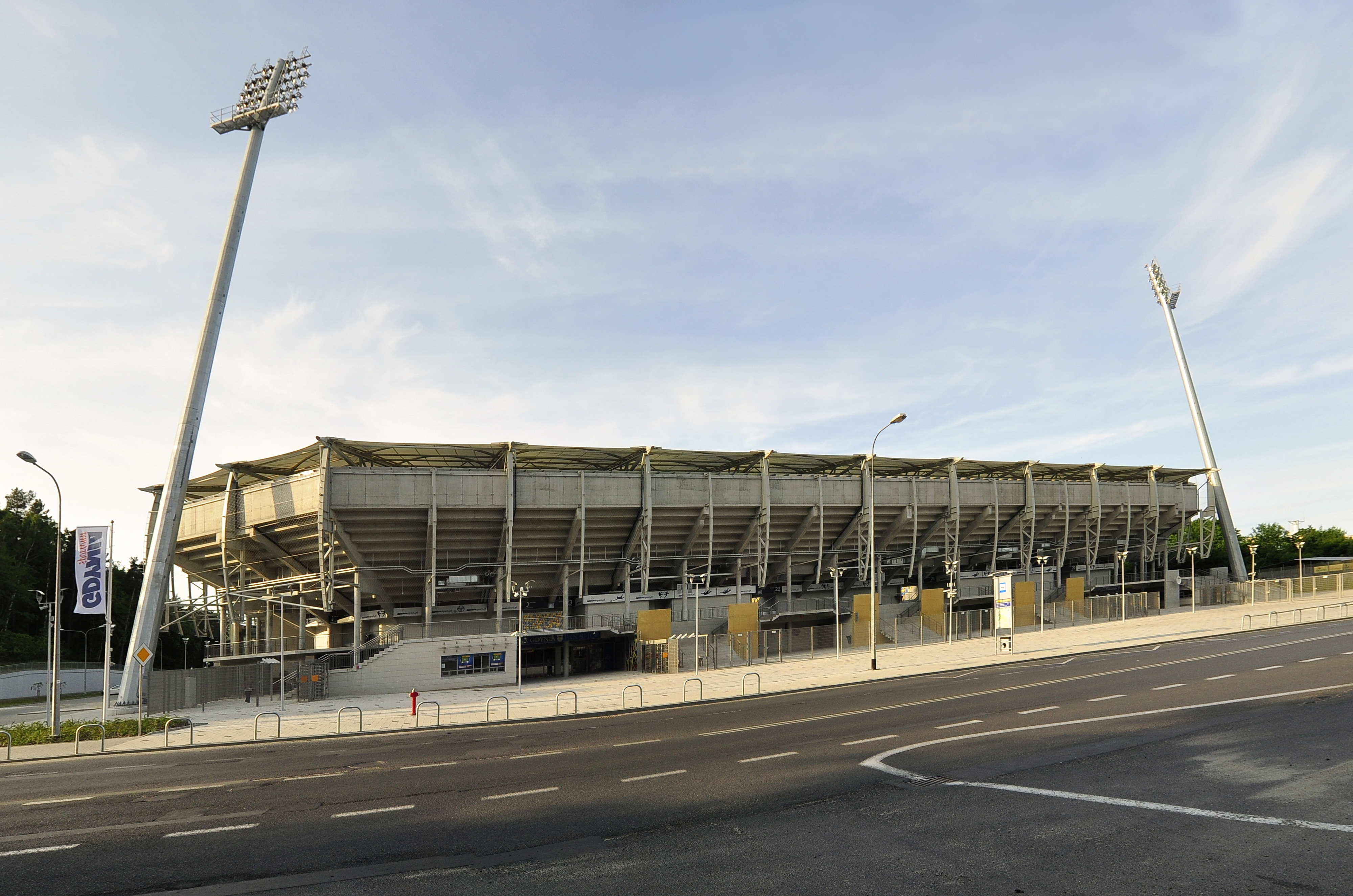
Stadion GOSiR

O Arka Gdynia Sportowa Spółka Akcyjna, abreviado Arka Gdynia é um clube de futebol polonês da cidade de Gdynia que disputa a 2ª divisão.

## Títulos
- Copa da Polônia (Puchar Polski)
  - (2): 1979, 2016/17

- Supercopa da Polônia (Superpuchar Ekstraklasy S.A.)
  - (2): 2017, 2018

- 2ª divisão Polônia
  - (1): 2024-25

## Uniformes

### Uniformes atuais
- Uniforme titular: Camisa amarela, calção azul e meias amarelas;
- Uniforme reserva: Camisa azul, calção amarelo e meias azuis.

| 1º Uniforme | 2º Uniforme |

### Uniformes anteriores
- 2018-19

| 1º Uniforme | 2º Uniforme |

- 2017-18

| 1º Uniforme | 2º Uniforme |

- 2016-17

| 1º Uniforme | 2º Uniforme |

## Notáveis jogadores
Polonia
- Andrzej Szarmach